# Suurküla (Laheda)
Suurküla – wieś w Estonii, w prowincji Põlva, w gminie Laheda.